# Michael Collier
Michael Collier (ur. 27 września 1971 r.) – pływak, reprezentant Sierra Leone, uczestnik igrzysk olimpijskich.
Na igrzyskach olimpijskich dwudziestoczteroletni Collier wystartował podczas XXVI Letnich Igrzysk Olimpijskich w 1996 roku w Atlancie. Wziął tam udział w jednej konkurencji pływackiej. Na dystansie 50 metrów stylem dowolnym wystartował w drugim wyścigu eliminacyjnym. Z czasem 34,21 zajął w nim piąte miejsce, a ostatecznie, w rankingu ogólnym, uplasował się na sześćdziesiątym trzecim miejscu.
Collier był jedynym pływakiem w historii reprezentującym Sierra Leone.